# Fragata Tipo 23
La fragata Tipo 23, también conocida como clase Duke, es una clase de fragata construida en el Reino Unido. La primera unidad entró en servicio en 1989, y la última, con el nombre HMS St. Albans se encargó en junio de 2002. Estas naves forman el núcleo de destructores y fragatas de la Royal Navy, junto con los destructores Tipo 45. Originalmente fueron diseñadas para la guerra antisubmarina en el Atlántico Norte, sin embargo, estas fragatas han demostrado su versatilidad en operaciones bélicas, de mantenimiento de la paz y de seguridad marítima en todo el mundo. Trece Tipo 23 permanecen en servicio en la Royal Navy y tres buques fueron vendidos a la Armada de Chile.
Las unidades de la Royal Navy serán reemplazadas por las fragatas Tipo 26 y Tipo 31. Se prevé que la HMS Argyll será la primera Tipo 23 en retirarse en 2023, mientras que la HMS St Albans será la última en 2036.

## Desarrollo

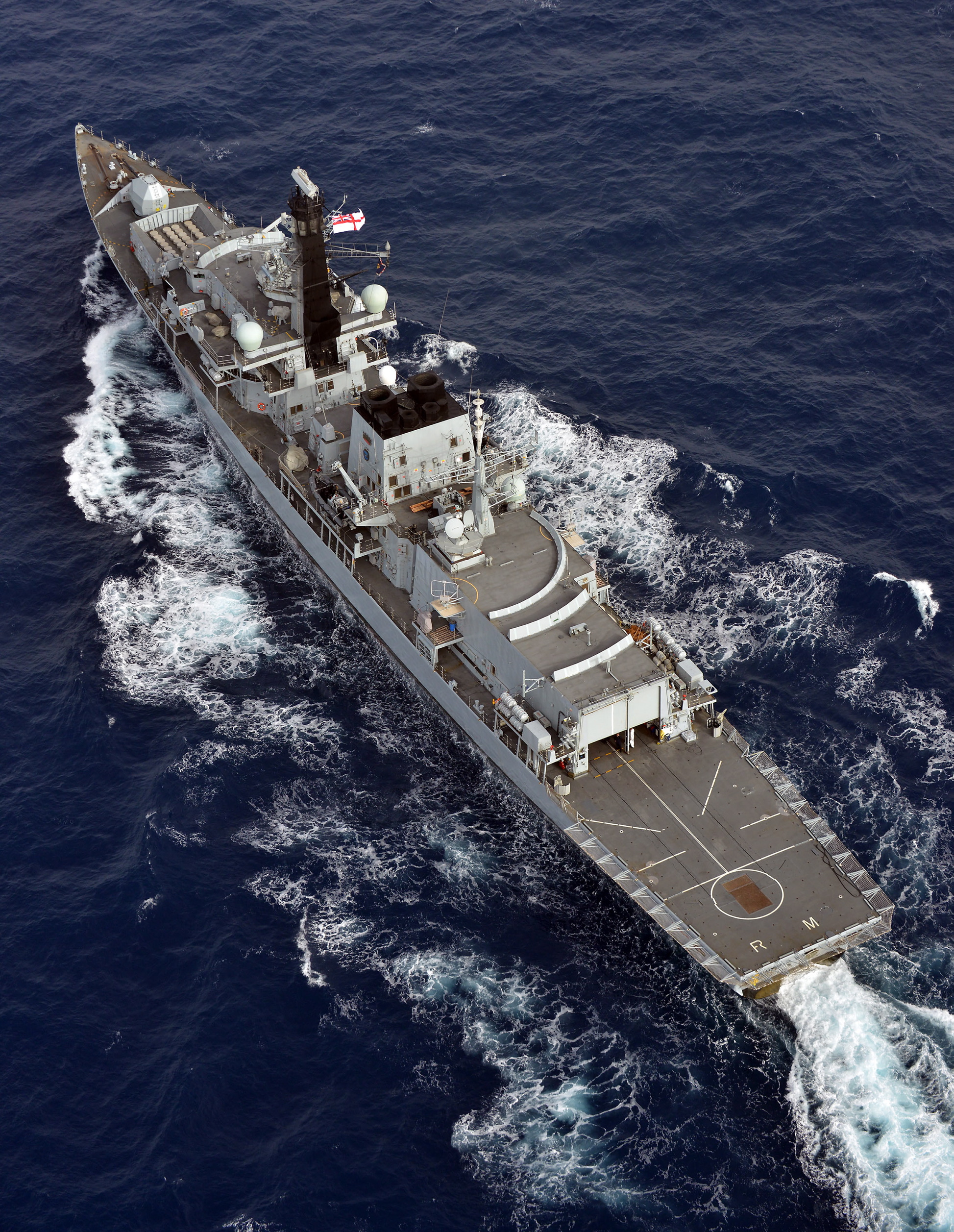
Vista aérea del HMS Richmond en agosto de 2013.

Cuando se concibió por primera vez a finales de 1970, el Tipo 23 fue pensado para ser una fragata antisubmarina ligera, para contrarrestar a los submarinos nucleares soviéticos que operaban en el Atlántico Norte. El Tipo 23 sustituye a las fragatas clase Leander (que habían entrado en servicio en 1960) y a las Clase Amazon como "columna vertebral de la fuerza de buques de superficie anti-submarinos de la Royal Navy". Aunque no se pretendió sustituir a las fragatas Tipo 22, las reducciones en el tamaño de la Armada debido a la Revisión Estratégica de Defensa de 1998 llevaron al HMS St. Albans a reemplazar al HMS Coventry, una Tipo 22.
Los barcos tenían la intención de llevar un sonar remolcado para detectar a los submarinos soviéticos en el Atlántico Norte, así como llevar helicópteros Westland Lynx o EHI Merlin para atacarlos. Inicialmente se propuso que estas naves no llevaran armamento defensivo. En cambio, el sistema de misiles Sea Wolf iba a ser llevado por un buque logístico clase Fort Victoria, uno de los cuales sirve a cuatro Tipo 23. Los buques clase Fort también proporcionarían instalaciones de servicio para la fuerza de helicópteros, mientras que las fragatas Tipo 23 servirían únicamente para estos se rearmen y reposten.
Como resultado de las lecciones aprendidas en la Guerra de Malvinas, el diseño creció en tamaño y complejidad, que incluye el sistema de lanzamiento vertical Sea Wolf (VLS) con un sistema de seguimiento adicional como defensa contra aviones de vuelo bajo y misiles antibuque con vuelo rasante, tales como el Exocet. Con la adición de misiles superficie-superficie Harpoon y un cañón de calibre medio para apoyo de fuego naval. 
Las Tipo 23 se convirtieron en embarcaciones más complejas y optimizadas para la guerra naval. Asimismo, se introdujeron una serie de nuevas tecnologías y conceptos para la Marina Británica, como la automatización para reducir sustancialmente el tamaño de la tripulación, un sistema de propulsión combinada diésel-eléctrica y gas (CODLAG) que otorga menor ruido para las operaciones antisubmarinas, junto con un excelente rango, tecnología de misiles de lanzamiento vertical y un sistema totalmente distribuido de gestión de combate.
El sistema de lanzamiento vertical de misiles Sea Wolf superficie-aire, fue diseñado y desplegado por primera vez en los buques de Tipo 23. A diferencia del Sea Wolf convencional, el misil es impulsado verticalmente hasta que se aleje de la estructura del barco y luego vuela directamente hacia el objetivo.

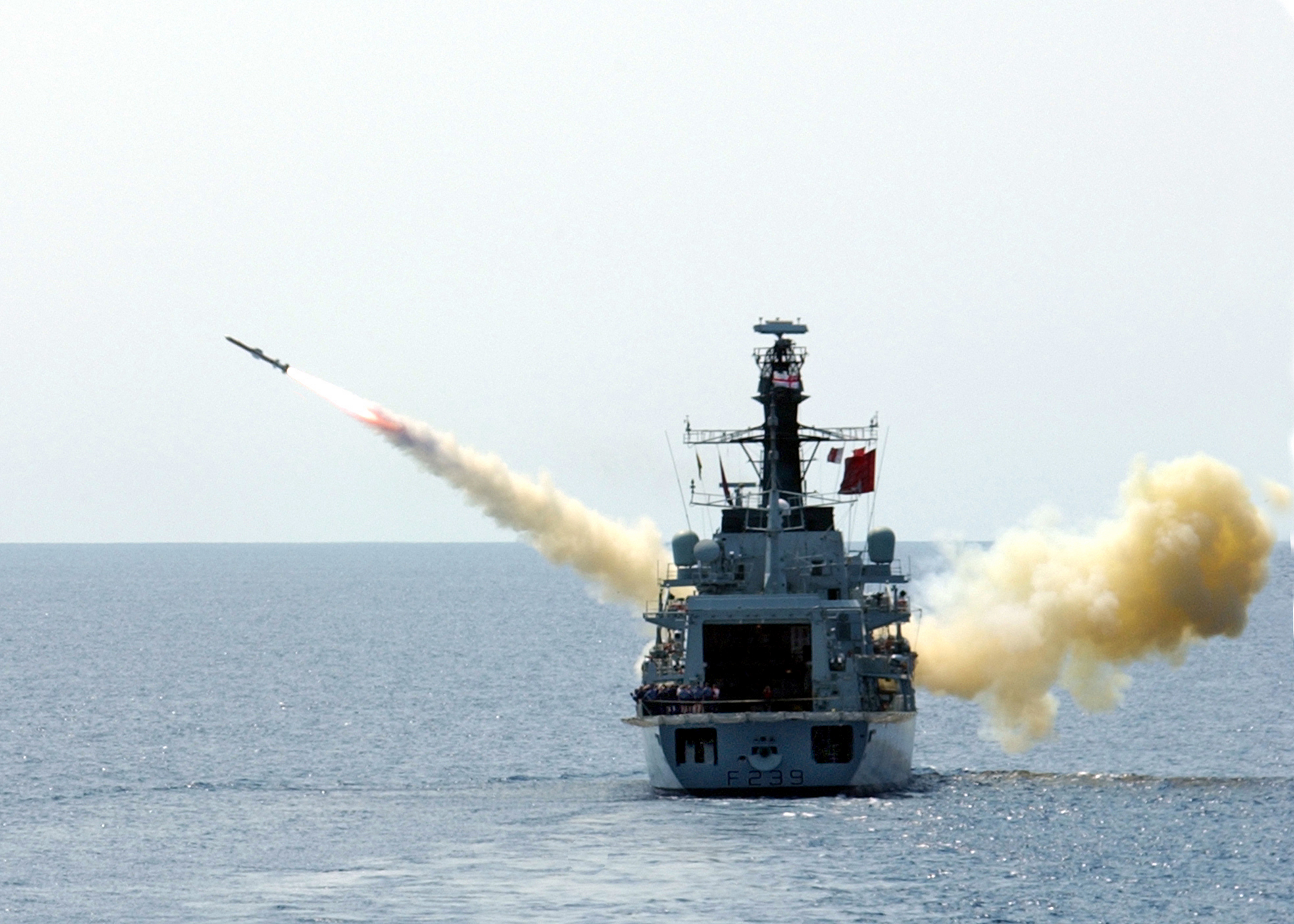
ElHMS Richmond dispara un misil antibuque Harpoon

Aunque el Tipo 23 es oficialmente clase Duke, e incluye nombres tan famosos como HMS Iron Duke, (que había sido el nombre del buque de guerra HMS Iron Duke, buque insignia del almirante John Jellicoe en la batalla de Jutlandia), cinco de los nombres han sido usados anteriormente en los destructores misilísticos clase County denominados Kent y Norfolk de los años sesenta, y de cruceros pesados clase County de la Segunda Guerra Mundial, mientras que Monmouth, Lancaster, Kent y Argyll revivieron nombres llevados por cruceros acorazados clase Monmouth de la Primera Guerra Mundial. 
Este uso de nombres rompió una tradición de que los nombres de los buques de escolta sigan el orden alfabético, empleada por los destructores de la clase L de 1913 a los destructores clase Daring de 1950, y las Clase Amazon o Tipo 21 de 1972-1975, y continuó con las letras "B" y "C" para la mayoría de fragatas Tipo 22 de 1976 a 1989. Sin embargo, los nombres con "D" ya se han utilizado para los destructores tipo 45 o clase Daring que recientemente entraron en servicio.
A diferencia de los destructores Tipo 45 la fragata Tipo 23 no tiene la capacidad o la configuración para actuar como buque insignia."

## Costes

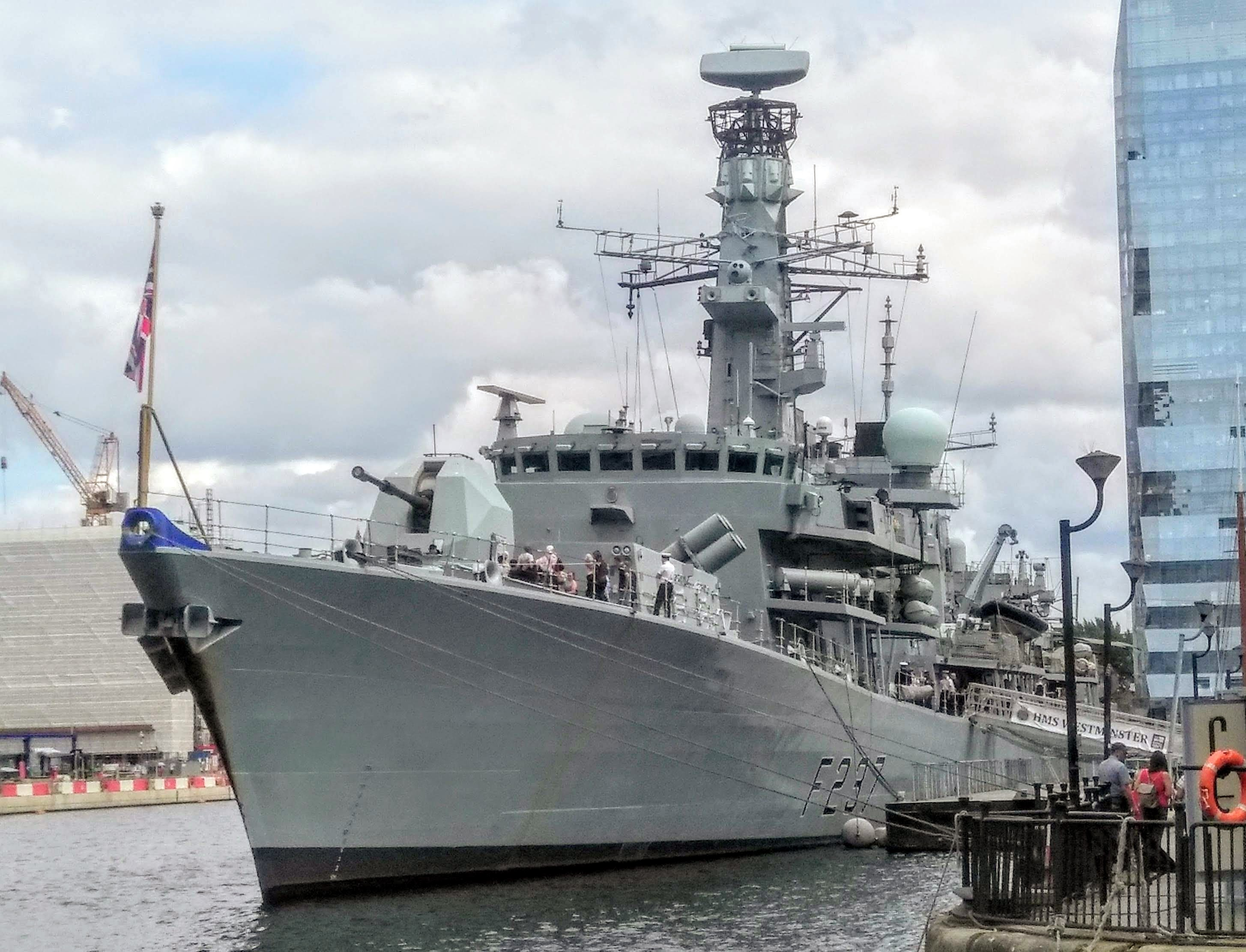
HMS Westminster amarrado en South Quay en Londres.

Antes de la guerra de las Malvinas de 1982 el coste de las fragatas Tipo 23 se estimó en 75 millones de libras esterlinas (a precios de septiembre de 1980). Luego de las experiencias en las Malvinas, se hicieron varias mejoras, que elevaron su costo en £ 110 millones (a precios 1984-85).
En 2001, el Ministerio de Defensa británico dijo que el costo de la HMS Norfolk fue de 135 449 000 libras esterlinas y los barcos restantes tendrían un costo final entre 60 y 96 millones cada uno. El referido Ministerio de Defensa dijo en 1998 que el helicóptero Merlin les estaba costando £ 97 millones cada uno y que esto era el 57% del coste del Tipo 23. A partir de esto, se puede calcular que el coste de cada fragata fue de £ 170,1 millones. 
El HMS Norfolk fue el primero de la clase que entró en servicio, comisionado en la flota el 1 de junio de 1990, con un costo de 
£ 135 449 millones. Las naves construidas posteriormente, costaron entre £ 60 y 96 millones.

## Venta a Chile

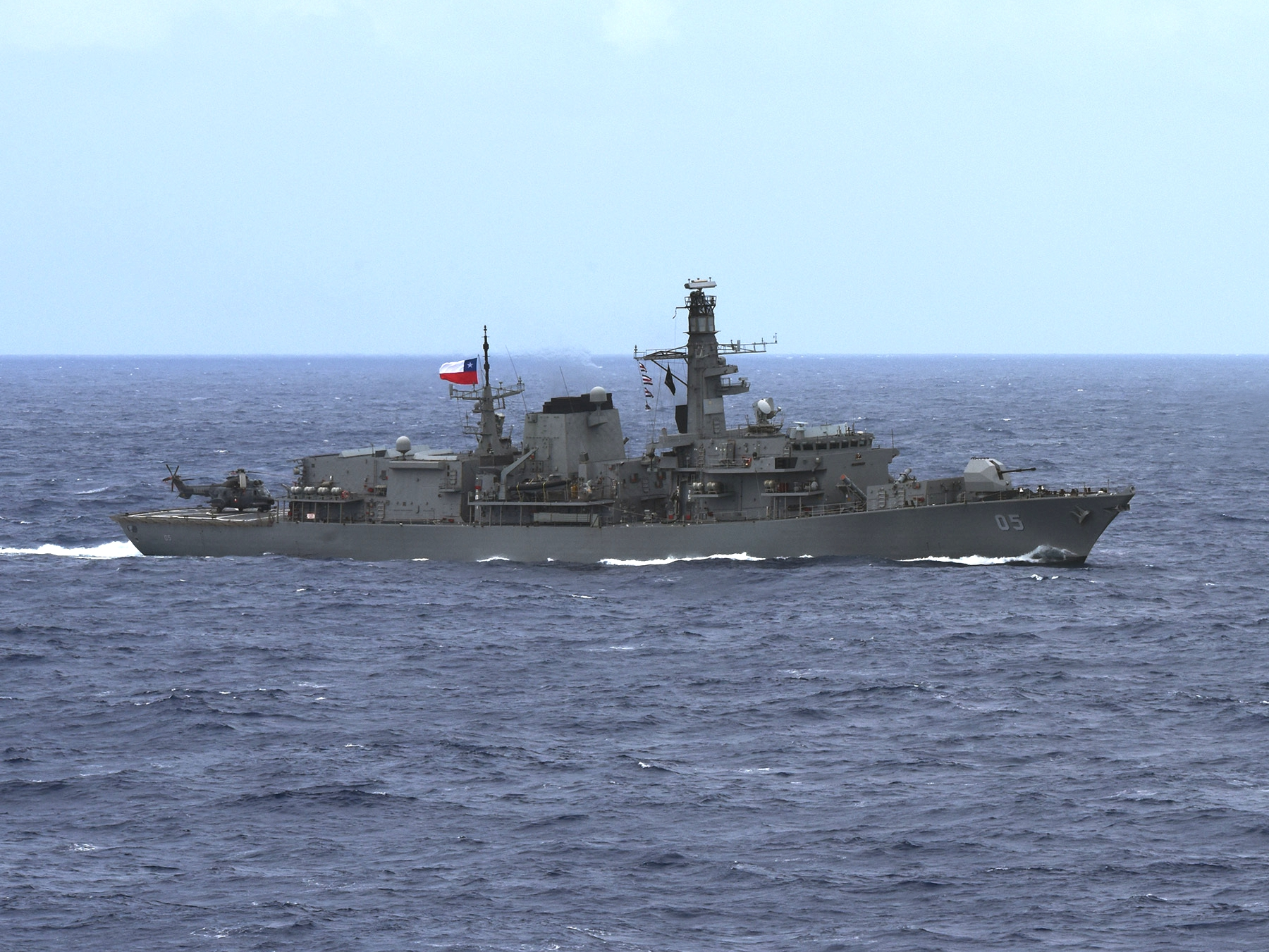
El Almirante Cochrane navegando en el año 2016.

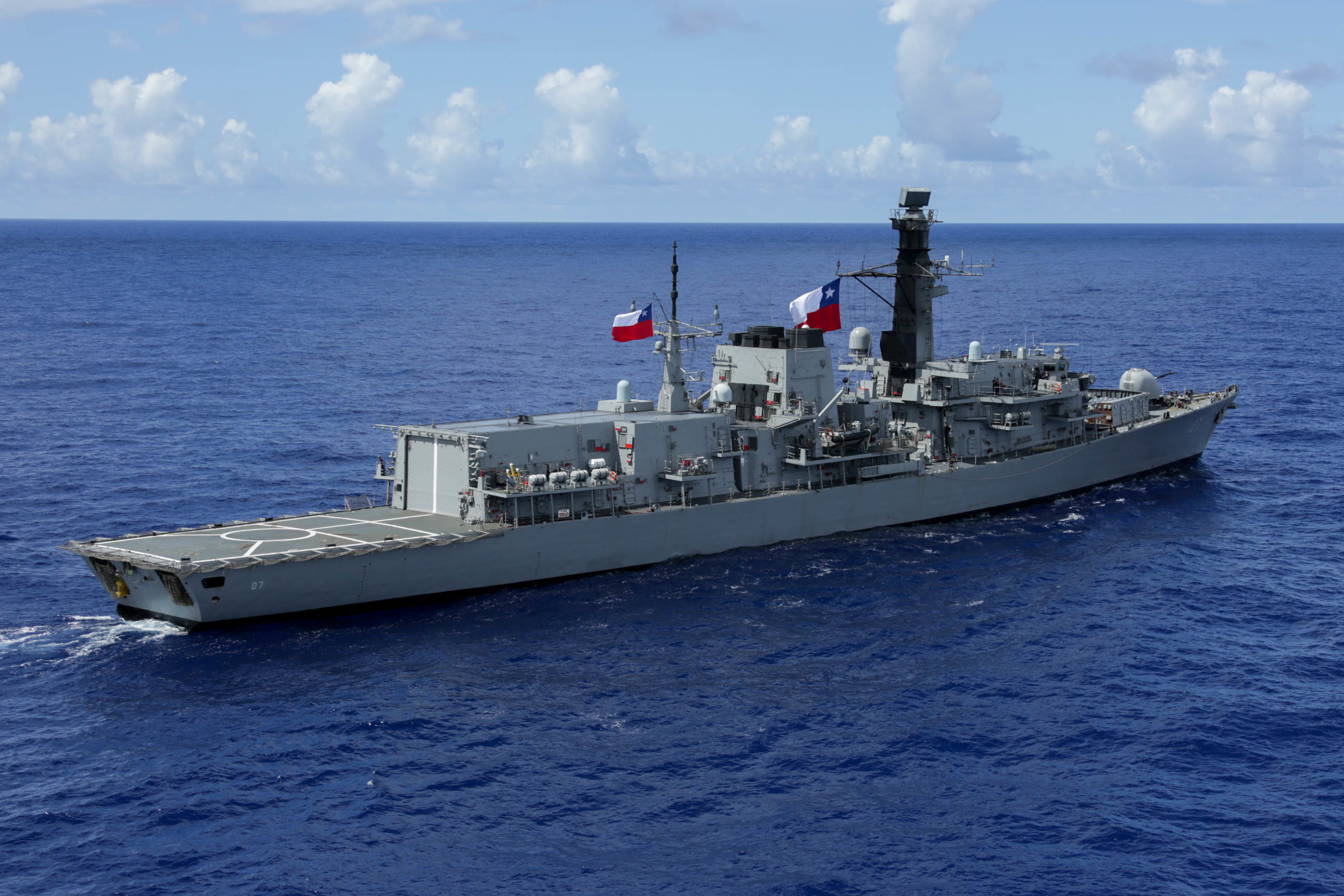
El Almirante Lynch navegando en el año 2022.

El 21 de julio de 2004, el Secretario de Defensa británico Geoff Hoon, anunció que los HMS Norfolk, Marlborough y Grafton serían vendidos. En 2005 se anunció que estos tres buques se venderían a la Armada de Chile y que se entregarían en 2008. En septiembre de 2005 la BAE Systems se adjudicó el contrato para preparar las fragatas para la transferencia. 
Los Marlborough, Norfolk y Grafton fueron vendidos a Chile por un total de 134 millones de libras esterlinas. La carta de intención para la compra se firmó en diciembre de 2004, seguido de un contrato formal, el 7 de septiembre de 2005.
El HMS Norfolk fue entregado por la Organización Logística de Defensa y BAE Systems y comisionado en la Armada de Chile el 22 de noviembre de 2006. Se le nombró Almirante Cochrane (FFG-05). El HMS Grafton fue entregado a Chile el 28 de marzo de 2007 y renombrado Almirante Lynch (FFG-07). El HMS Marlborough fue entregado a dicha Armada el 28 de mayo de 2008 en Portsmouth y renombrado Almirante Condell (FF-06).

## Listado de buques de la clase
| Número         | Nombre                                  | Astillero                      | Iniciado                | Botado                  | Asignado                                   | Baja                |
| -------------- | --------------------------------------- | ------------------------------ | ----------------------- | ----------------------- | ------------------------------------------ | ------------------- |
| FFG-05         | Almirante Cochrane (ex F230 Norfolk)    | Yarrow                         | 14 de diciembre de 1985 | 10 de julio de 1987     | 1 de junio de 1990 22 de noviembre de 2006 | 15 de abril de 2005 |
| F231           | Argyll                                  | Yarrow                         | 20 de marzo de 1987     | 8 de abril de 1989      | 31 de mayo de 1991                         |                     |
| F229 (ex F232) | Lancaster                               | Yarrow                         | 18 de diciembre de 1987 | 24 de mayo de 1990      | 1 de mayo de 1992                          |                     |
| FF-06          | Almirante Condell (ex F233 Marlborough) | Swan Hunter                    | 22 de octubre de 1987   | 21 de enero de 1989     | 14 de junio de 1991 28 de mayo de 2008     | 8 de julio de 2005  |
| F234           | Iron Duke                               | Yarrow                         | 12 de diciembre de 1988 | 2 de marzo de 1991      | 20 de mayo de 1993                         |                     |
| F235           | Monmouth                                | Yarrow                         | 1 de junio de 1989      | 23 de noviembre de 1991 | 24 de septiembre de 1993                   | 30 de junio de 2021 |
| F236           | Montrose                                | Yarrow                         | 1 de noviembre de 1989  | 31 de julio de 1992     | 2 de junio de 1994                         | 17 de abril de 2023 |
| F237           | Westminster                             | Swan Hunter                    | 18 de enero de 1991     | 4 de febrero de 1992    | 13 de mayo de 1994                         |                     |
| F238           | Northumberland                          | Swan Hunter                    | 4 de abril de 1991      | 4 de abril de 1992      | 29 de noviembre de 1994                    |                     |
| F239           | Richmond                                | Swan Hunter                    | 16 de febrero de 1992   | 6 de abril de 1993      | 22 de junio de 1995                        |                     |
| F82            | Somerset                                | Yarrow                         | 12 de octubre de 1992   | 25 de junio de 1994     | 20 de septiembre de 1996                   |                     |
| FFG-07         | Almirante Lynch (ex F80 Grafton)        | Yarrow                         | 13 de mayo de 1993      | 5 de noviembre de 1994  | 29 de mayo de 1997 22 de noviembre de 2006 | 31 de marzo de 2006 |
| F81            | Sutherland                              | Yarrow                         | 14 de octubre de 1993   | 9 de marzo de 1996      | 4 de julio de 1997                         |                     |
| F78            | Kent                                    | Yarrow                         | 16 de abril de 1997     | 27 de mayo de 1998      | 8 de junio de 2000                         |                     |
| F79            | Portland                                | Marconi Marine (ex Yarrow)     | 16 de enero de 1998     | 15 de mayo de 1999      | 3 de mayo de 2001                          |                     |
| F83            | St Albans                               | BAE Systems Marine (ex Yarrow) | 18 de abril de 1999     | 6 de mayo de 2000       | 6 de junio de 2002                         |                     |

## Fragatas Tipo 23 en la ficción
- El HMS Westminster fue utilizado para tomas interiores de la película de James Bond "El mañana nunca muere" en tres papeles diferentes: HMS Chester, HMS Devonshire y HMS Bedford. Para las tomas exteriores se construyó un modelo del Tipo 23.
- La serie de ITV "Making Waves" estuvo a bordo de la fragata HMS Suffolk (que fue representada por HMS Grafton).
- El HMS Montrose y el HMS Monmouth fueron utilizados para representar el interior y el exterior del ficticio HMS Monarch para la película "Command Approved", que es la pieza central de las estaciones de acción en Portsmouth Historic Dockyard, en Portsmouth, Inglaterra.
- El ficticio HMS Beaufort es la pieza central del autor británico Mike Lunnon-Wood en su novela de "King's Shilling". En ella, el HMS Beaufort tiene la tarea de evacuar al personal de la embajada de Gran Bretaña y a los ciudadanos en Monrovia la capital de Liberia durante la guerra civil de 1990.

## Galería de imágenes

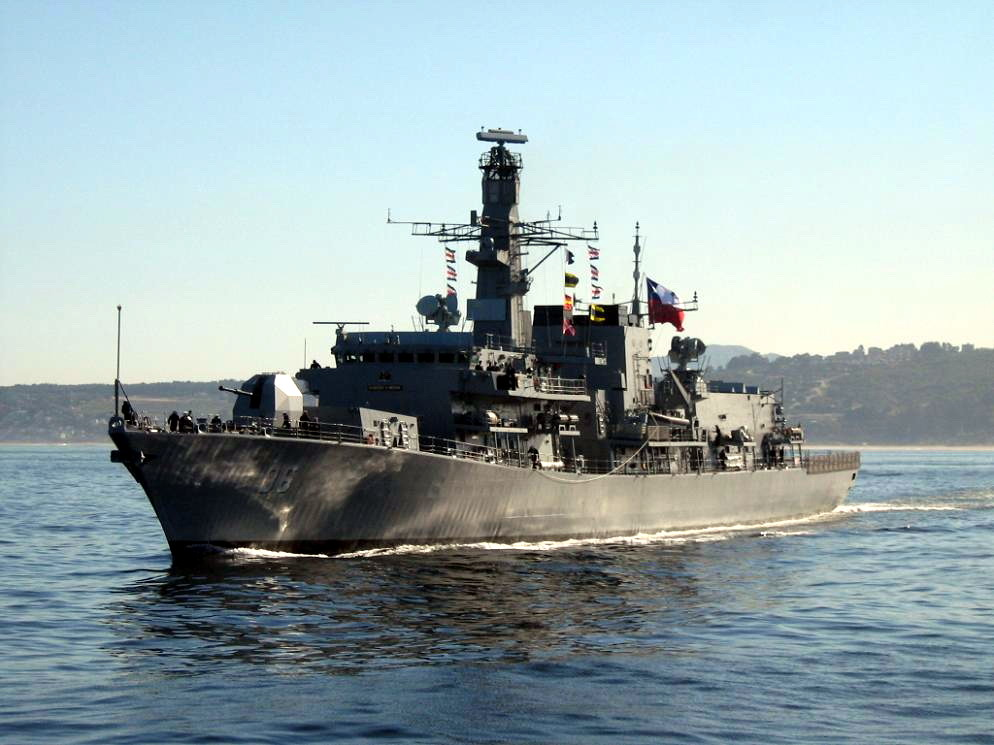
Fragata Almirante Condell
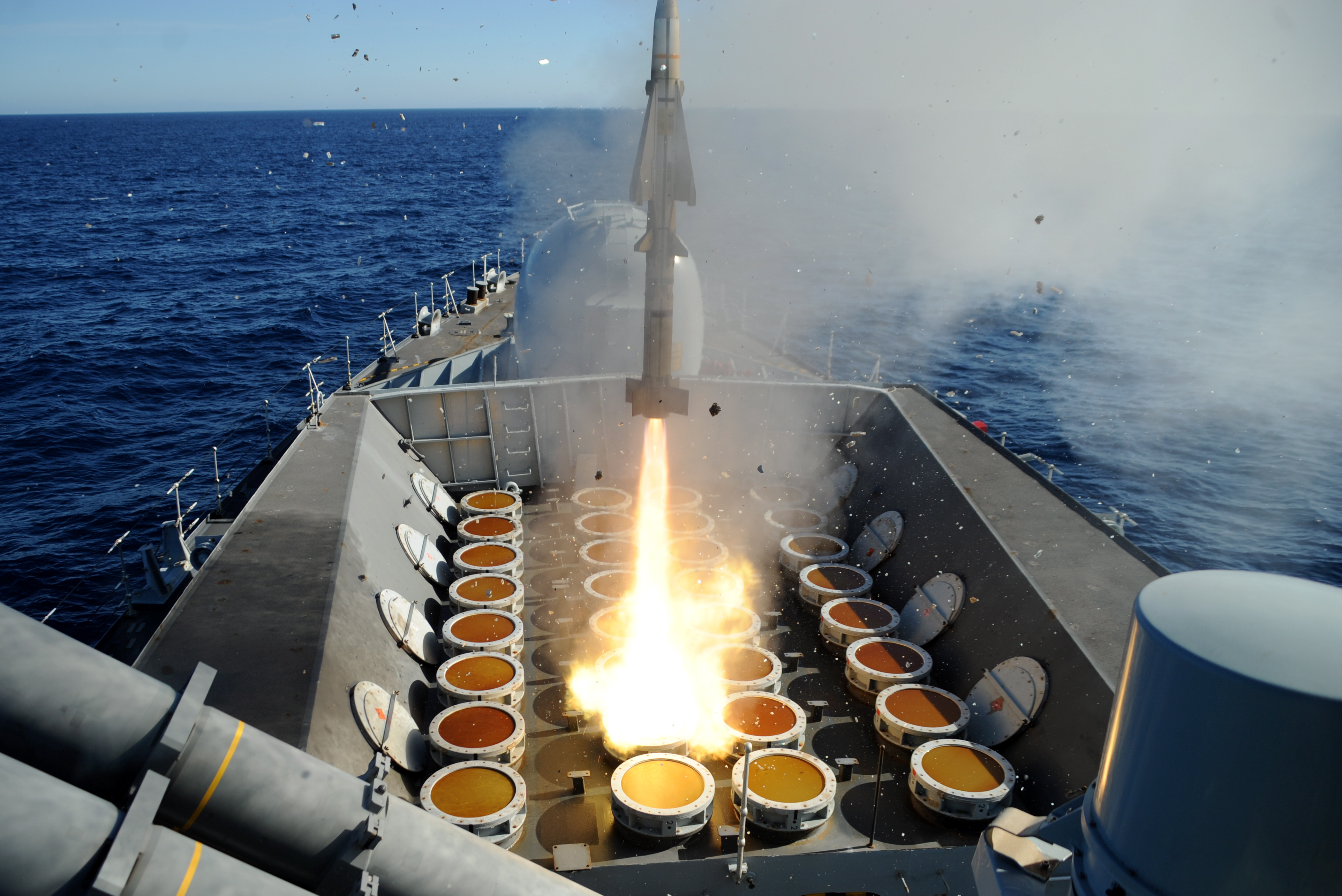
HMS Portland disparando un misil Sea Wolf
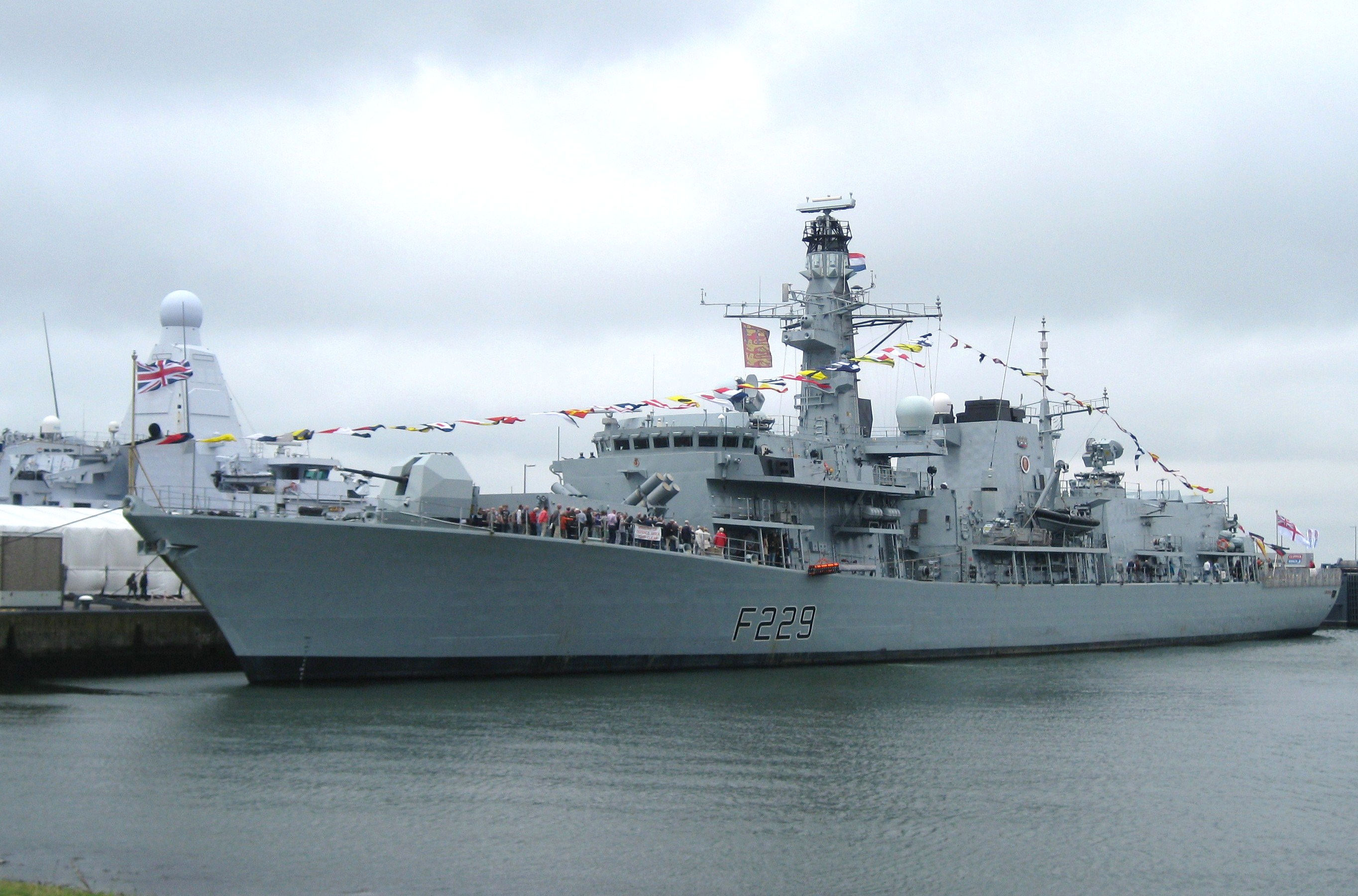
Fragata HMS Lancaster
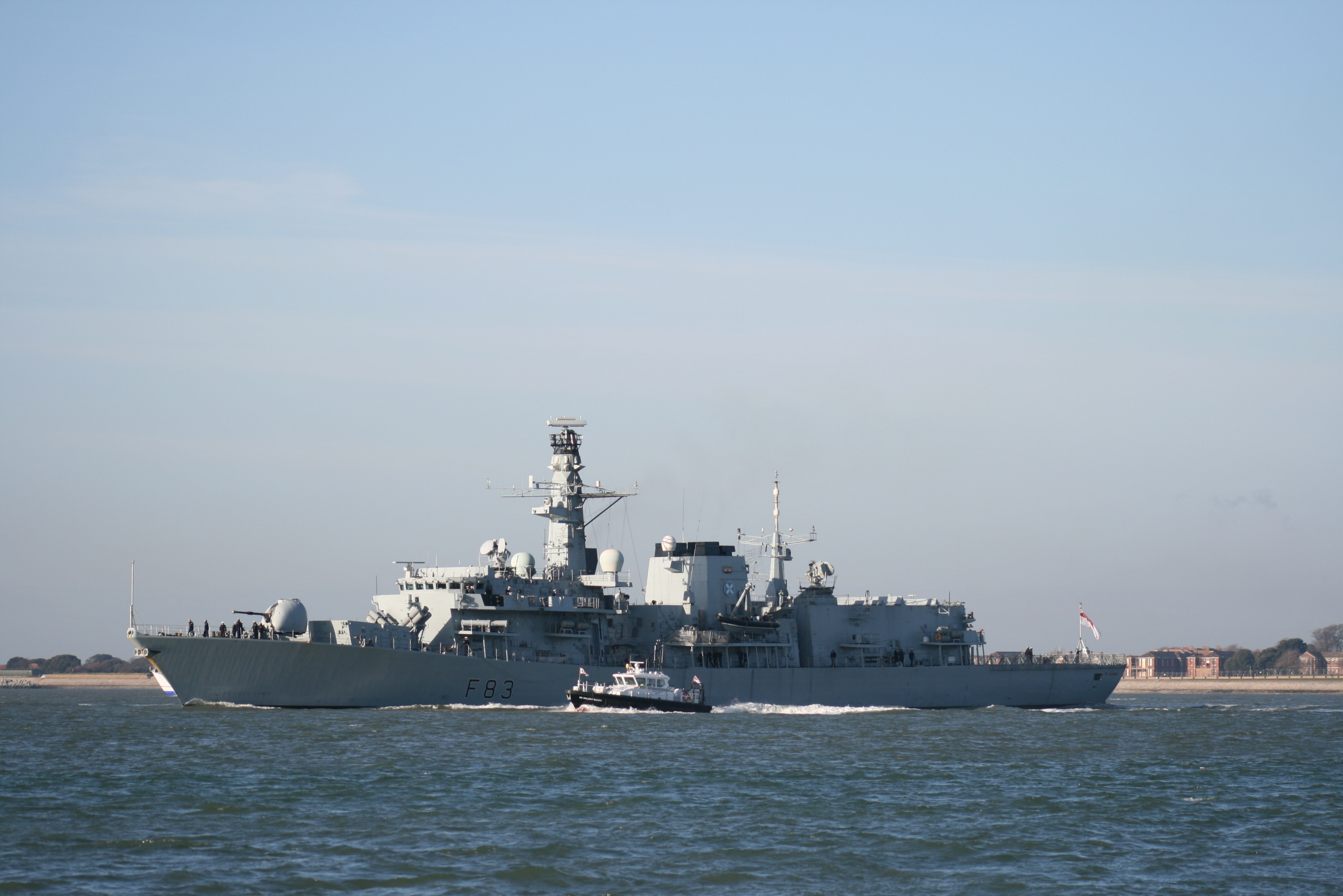
HMS St Albans saliendo de Portsmouth
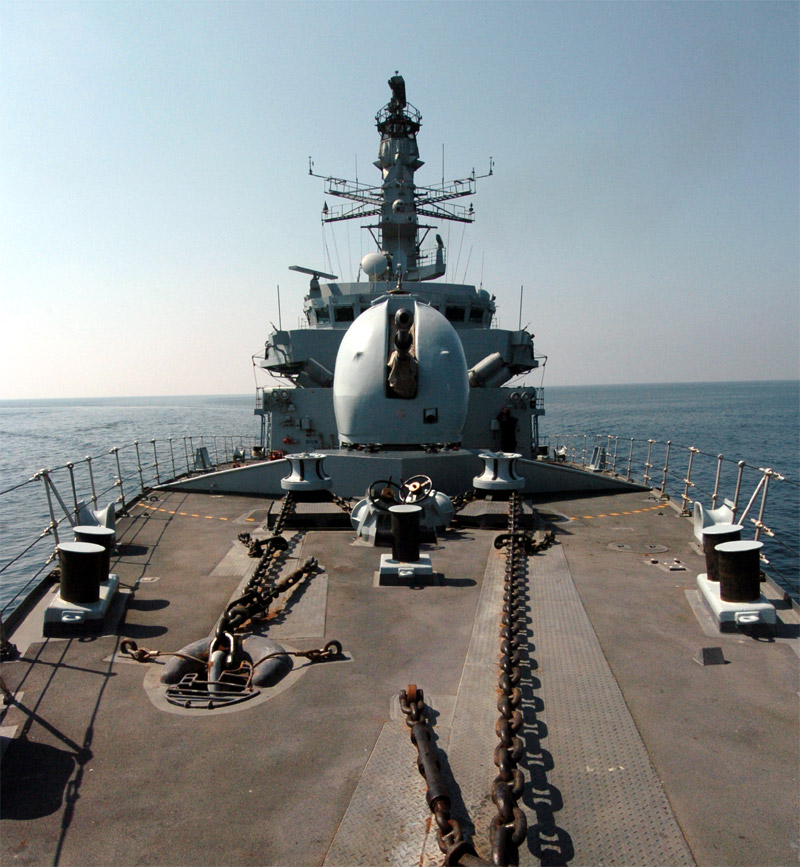
Cubierta del HMS Grafton (actual FFG-07 Almirante Lynch)
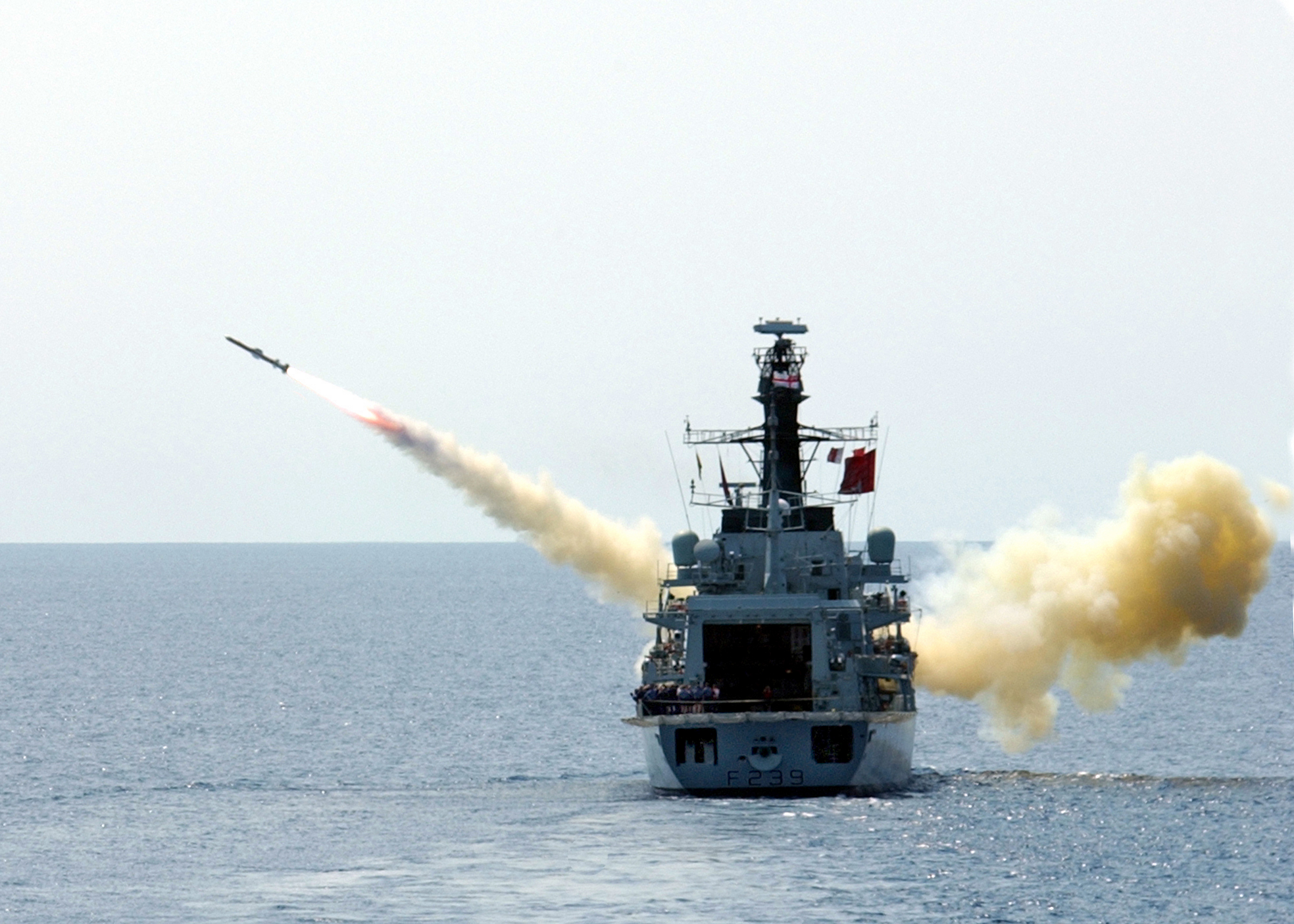
HMS Richmond (F-239) lanzando un misil AGM-84A Harpoon
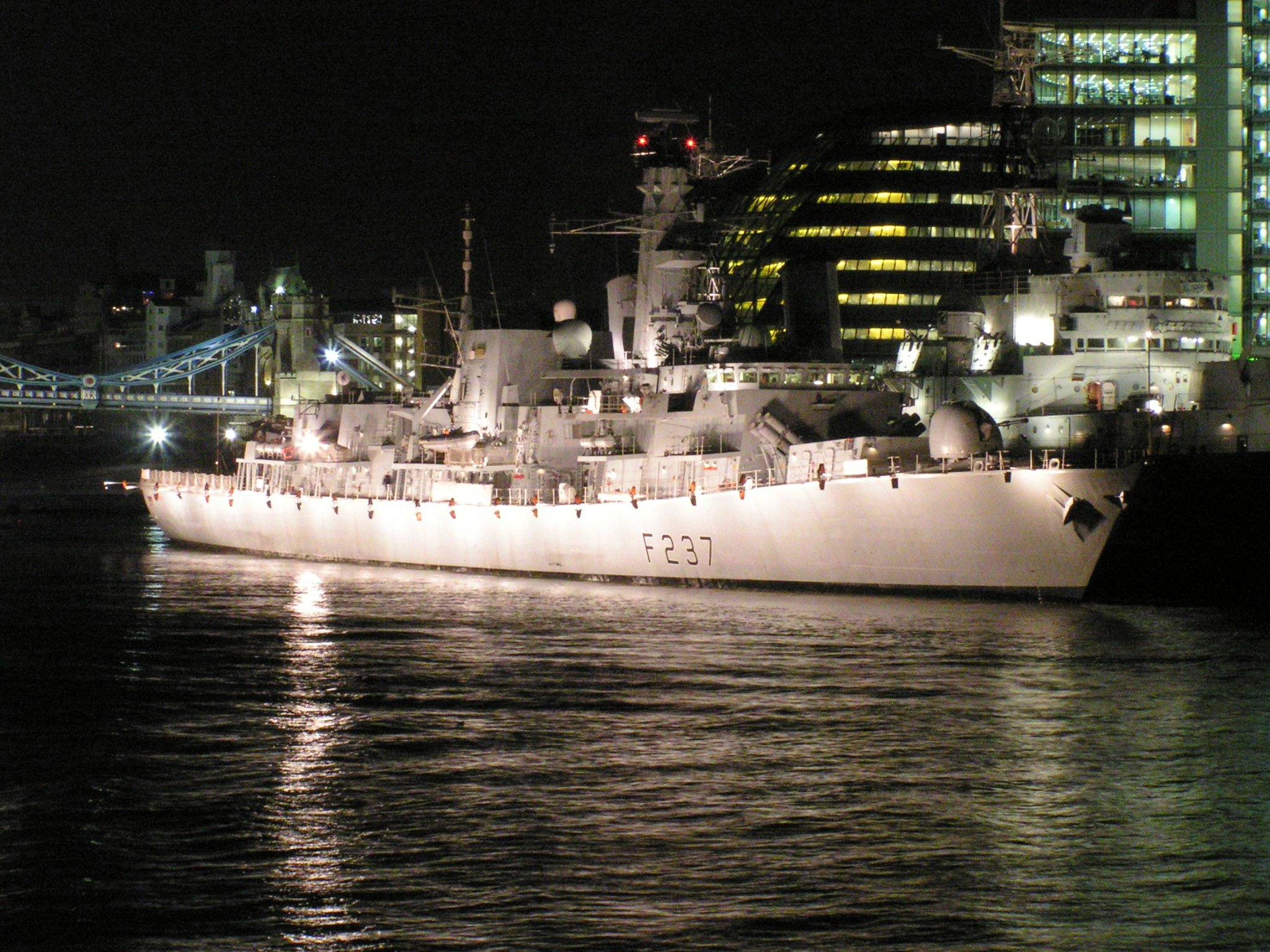
HMS Westminster en Londres
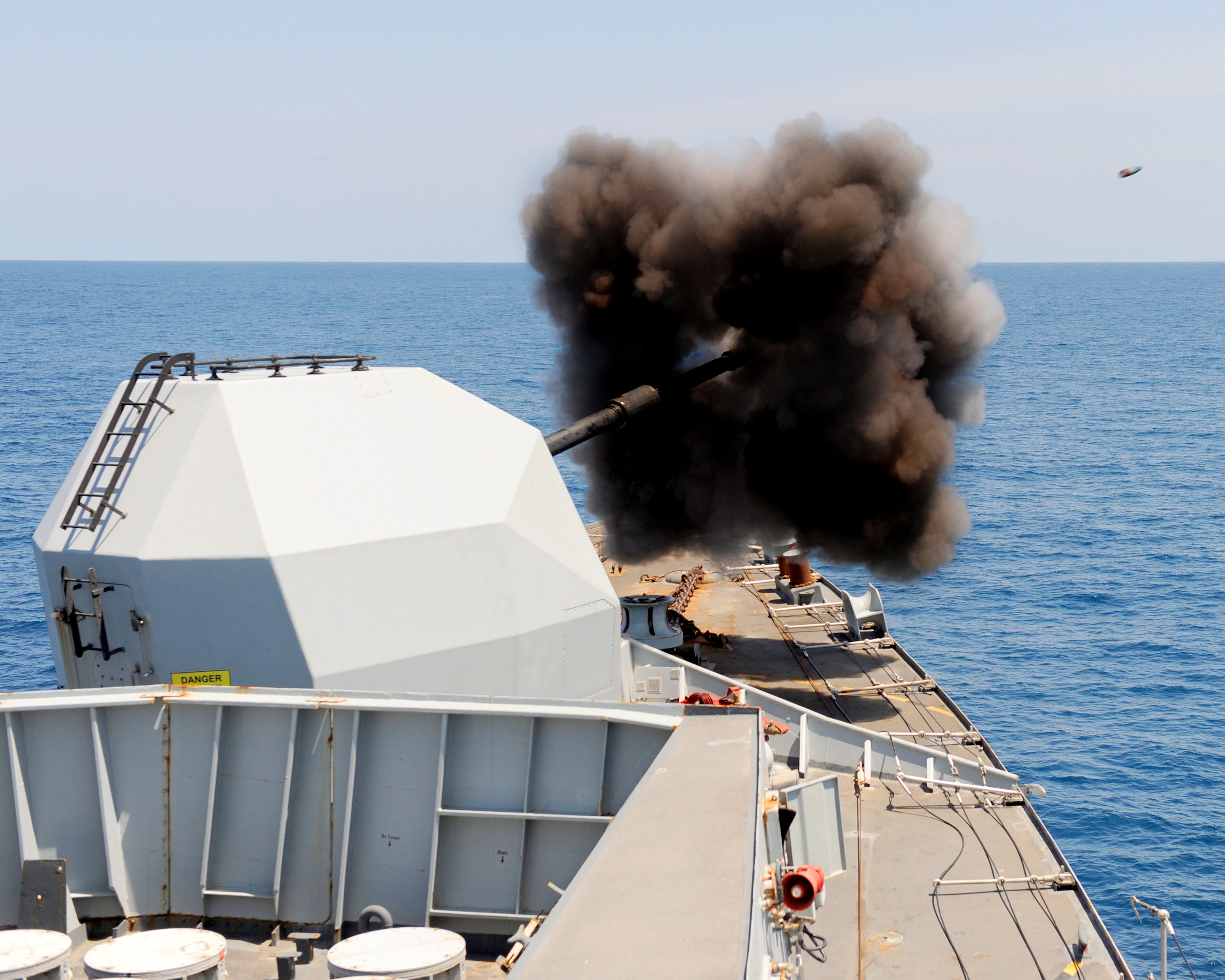
Un proyectil de 4.5 pulgadas es capturado en vuelo mientras la fragata Tipo 23 HMS Northumberland realiza un ejercicio de artillería